# Zuid-Hollands volkslied
Het Zuid-Hollands volkslied este imnul provinciei Olanda de Sud:
Zuid-Holland met je weiden en 't grazende vee,
Je molens, je duinen, je strand en je zee,
Je plassen en meren, aan schoonheid zo rijk,
Je grote rivieren, betoomd door de dijk,
Je akkers met graan, waar de wind over gaat,
Je bloembollenvelden in kleurig gewaad!
Aan jou o, Zuid-Holland, mijn heerlijk land, mijn heerlijk land,
Aan jou o, Zuid-Holland, heb ik mijn hart verpand!
Zuid-Holland, je hoofdstad zo mooi en zo oud,
Je weids 's-Gravenhage, met Plein en Voorhout,
Daar vindt men 't bestuur van Provincie en Land,
Daar wonen ook ambassadeur en gezant.
Daar gingen de graven van Holland op jacht,
Daar zetelt Oranjes doorluchtig geslacht!
Aan jou, o Zuid-Holland, historisch land, historisch land
Aan jou, o Zuid-Holland, heb ik mijn hart verpand!